# Bobjonesita
La bobjonesita és un mineral de la classe dels sulfats. Va ser anomenada així l'any 2003 per M. Schindler, Frank C. Hawthorne, D. M. C. Huminicki, Patrick Haynes, Joel D. Grice, i Howard T. Evans en honor de Robert (Bob) Jones, per les seves contribucions a la comunitat mineralògica de Cave Creek, Arizona.

## Classificació
Segons la classificació de Nickel-Strunz, la bobjonesita pertany a «07.DB: Sulfats (selenats, etc.) amb anions addicionals, amb H₂O, amb cations de mida mitjana només; octaedres aïllats i unitats finites» juntament amb els següents minerals: aubertita, magnesioaubertita, svyazhinita, khademita, jurbanita, rostita, ortominasragrita, anortominasragrita, minasragrita, amarantita, hohmannita, metahohmannita, aluminocopiapita, calciocopiapita, copiapita, cuprocopiapita, ferricopiapita, magnesiocopiapita i zincocopiapita.

## Característiques
La bobjonesita és un sulfat de fórmula química V⁴⁺O(SO₄)(H₂O)₃. Cristal·litza en el sistema monoclínic. La seva duresa a l'escala de Mohs és 1. S'hidrata ràpidament si s'exposa a l'aire. És estable només en les atmosferes més seques.

## Formació i jaciments
Es troba formant crostes o eflorescències. S'ha descrit als estats de Utah i Arizona (EUA), així com a Rússia. És possible trobar-la associada a karpovita o szomolnokita entre d'altres.